# بهرت، خیبر پختونخوا
بهرت (به انگلیسی: Barat) یک روستا در پاکستان است که در ناحیه بنو واقع شده‌است.